# Kuantan Tenang
Kuantan Tenang is een bestuurslaag in het regentschap Indragiri Hulu van de provincie Riau, Indonesië. Kuantan Tenang telt 1288 inwoners (volkstelling 2010).